# 3103 Eger
3103 Eger este un asteroid descoperit pe 20 ianuarie 1982 de Miklos Lovas.